# Рукав (деталь одягу)
Рукав — деталь одягу, що покриває руку або частину руки. Може бути коротким (як на футболках), середнім (наприклад, покривати руку до зап'ястя) і довгим (гамівна сорочка).

## Історія

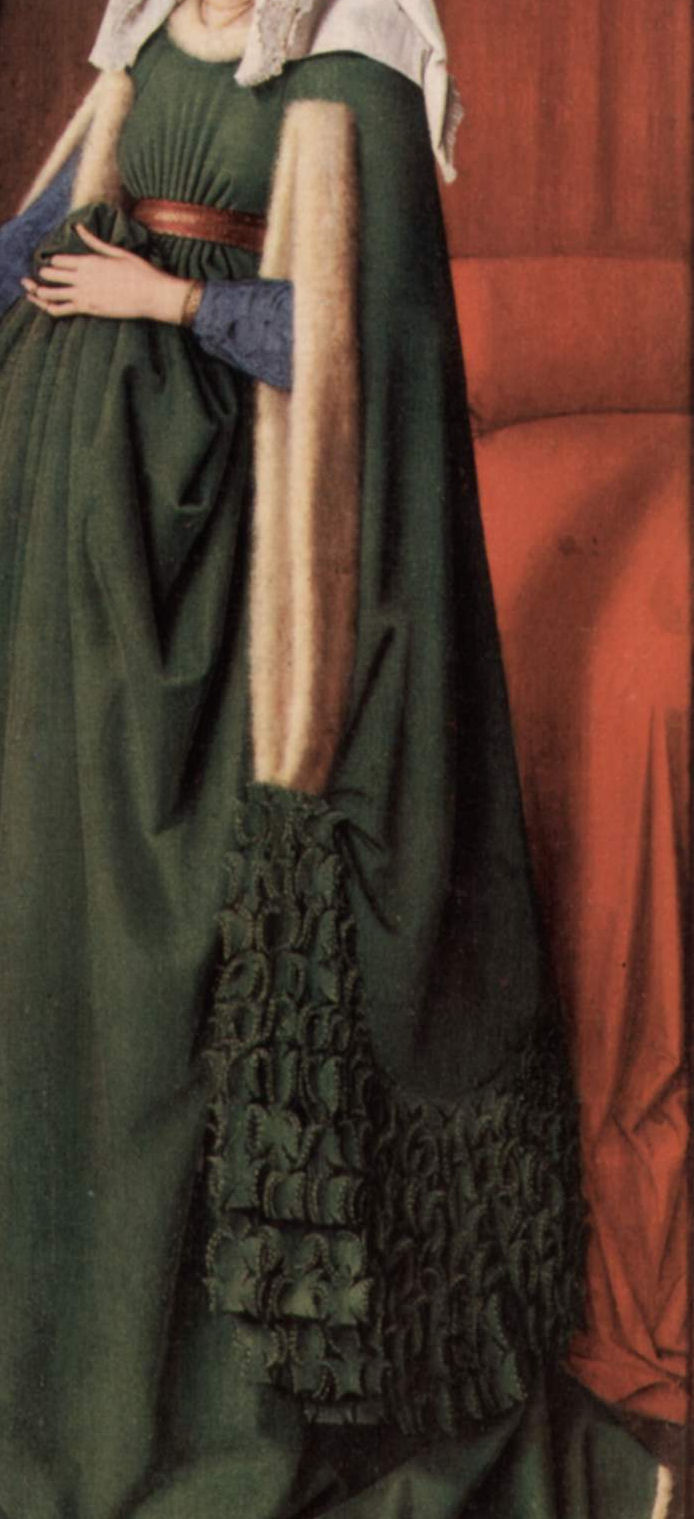
Рукав у зображенні Ван Ейка (XV століття)

В одязі більшості древніх народів, таких як єгиптяни, перси, ассирійці, не існувало рукавів. У римлян рукави (лат. bracae) вважалися чимось чужорідним, а слово bracatus («рукаватий, рукавоносець») розуміло під собою мешканця земель на північ від Альп.
У моду ця деталь одягу прийшла з Візантії. З XII століття в Європі з'являється крій міцно вшитого в одяг рукава; відтоді з'являється багато різновидів деталі. Рукави могли бути висячими, крилоподібними, лійкоподібними, мішкоподібними, фунтиковими, китицеподібними, у складку, призбореними; а буфи, починаючи з епохи Ренесансу — з прорізами, з доби бідермаєру — шинковими, «баранячими окостами», «жиго́» (фр. gigot), слоновими, далі — у вигляді пагоди або напівпагоди.
У XV—XVI століттях рукави були одним з основних засобів різноманітності гардеробу: саме вони, а не сама сукня, багато прикрашалися і були змінними; таким чином, досягалося різноманітність з меншими затратами на дорогу тканину. У ряді місць цю моду навіть намагалися забороняти законодавчо, наприклад, в Регенсбурзі кожній городянці муніципалітет дозволяв мати не більше трьох пар рукавів. Зрозуміло, на представників знаті ці заборони не поширювалися. Дами дарували рукави своїм коханим. Під час лицарських турнірів було прийнято кидати рукави на арену, на знак захоплення переможцем (для цього рукави дамських суконь нерідко робилися подвійними, причому верхній рукав пришивався «на живу нитку», щоб його легше було відірвати).
У 1930-ті роки в моді одночасно були різні форми рукавів; в XX століттяі експериментів з формою рукавів в цілому стало менше.
Одним з видів обробки рукавів є манжети.
Нерідко, на довжину і форму рукава впливають не тільки мода, традиції або практичні міркування, а й соціальні чинники. У старовину, у багатьох народів, наприклад у кавказьких народностей, довгі рукави вважалися ознакою приналежності до привілейованого класу, так як вказували на те, що їх власникові або власниці немає потреби займатися фізичною працею. І навпаки — засукані рукави вважалися ознакою приналежності до трудящого люду. Навіть у простих людей парадні та святкові костюми мали довгі, іноді навіть підкреслено довгі рукави (набагато довші самих рук). Таким чином, довгі рукави історично часто асоціювалася у свідомості людей з благородним походженням чи належністю до привілейованої еліти.
На довжину рукавів іноді впливають навіть потреби політичної пропаганди: Колишній президент США Джордж Буш, за порадою піар-експертів, нерідко з'являвся перед телекамерами в сорочках з засуканими рукавами, щоб створити образ лідера, який не покладаючи рук працює на благо країни (незважаючи на те, що президенту практично ніколи не доводиться займатися фізичною працею).
Серед дівчат-підлітків у багатьох країнах модні чоловічі курточки та светри з рукавами, на один-два розміри довшими від оптимальних. Передбачається, що походження цієї моди пов'язане з образом залицяльника, який віддає свою куртку або светр коханій, щоб зігріти її в холодну погоду. Таким чином, трохи більший розмір одягу дівчини став підсвідомо асоціюватися в молодіжній культурі з наявністю турботливого коханця. Пізніше причина популярності одягу з довгими рукавами забулася, а сама мода залишилася.

## Види крою рукава
втачний

рукав реглан
Форми втачних рукавів:
- Сорочковий.
- Прямий.
- Вузький.
- Розширений донизу.
- «Ліхтарик».
- «Крильце».
- «Дзвін».
- «Кажан».

Реглан

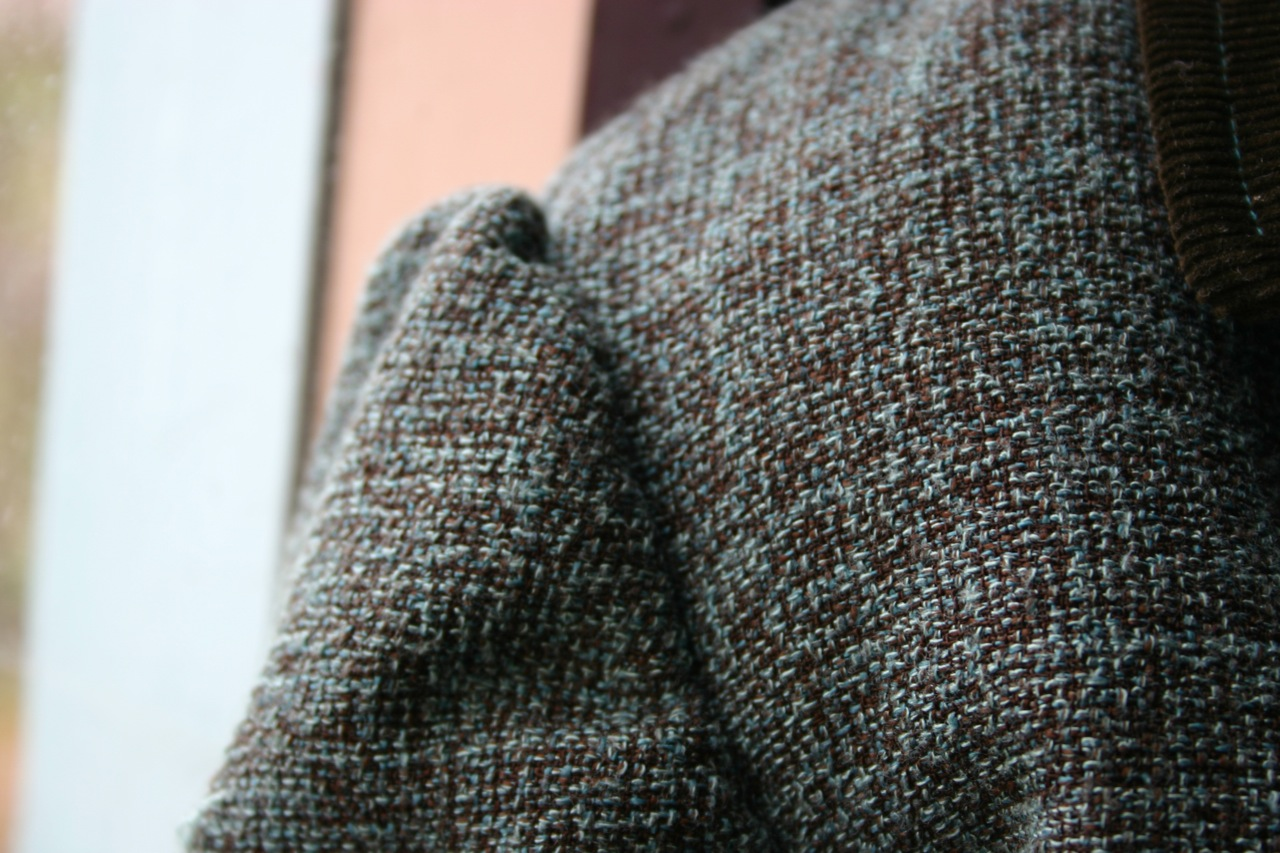
Втачний рукав

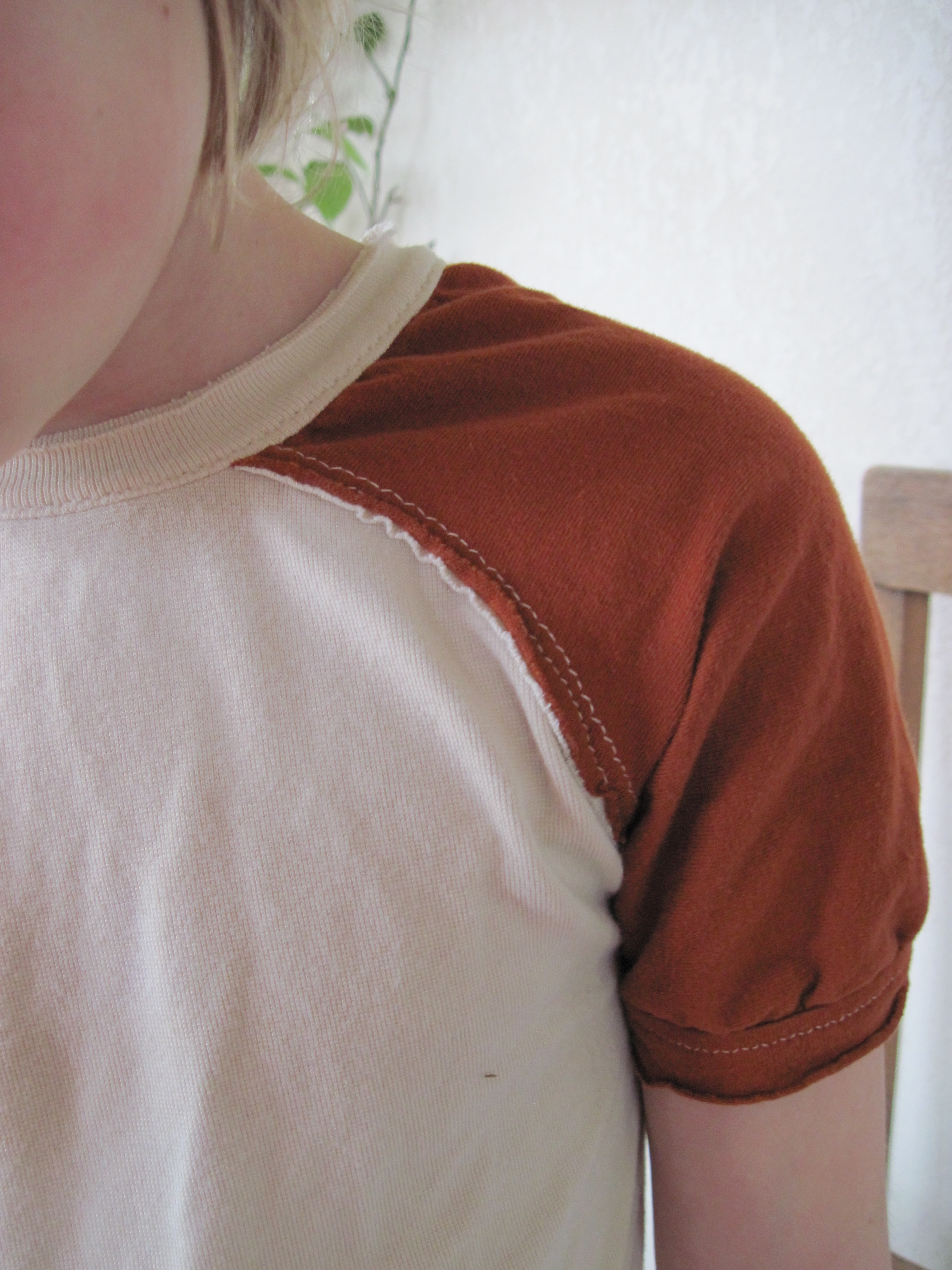
Рукав реглан

Викроюється разом з плечовою частиною переду і спинки виробу.
цільнокроєний
Деталі рукава викроюються разом з передом і спинкою виробу, лінія пройми відсутня.
комбінований
Поєднує в собі комбінацію з яких-небудь двох вищеперелічених кроїв рукава.

## Обробка манжетами
Нижні зрізи довгих прямих рукавів часто обробляють манжетами: прямими замкнутими або з обробленим краєм — їх застібають на ґудзики і петлі.
Манжет може бути цільнокроєним або складатися з двох деталей: верхньої та нижньої частини манжети. При обробці нижнього зрізу рукава манжета довжину рукава зменшують на половину ширини манжета.